# 拓跋熙
拓跋熙（399年—421年5月3日），魏道武帝拓跋珪之子，生母大王夫人，北魏宗室、官员。

## 生平
天兴六年十月乙卯（403年11月25日），魏道武帝封拓跋熙为阳平王。拓跋熙聪明通达有德操，为宗室亲属所钦佩敬重。永兴五年正月庚寅（413年3月12日），北魏在平城东郊大阅兵，部署军队将帅，以山阳侯奚斤统帅前军，率领三万人，拓跋熙等十二名将军各率领一万骑兵，魏明元帝拓跋嗣到白登亲自查核观看阅兵。拓跋熙统领的军队很有军威，魏明元帝赞美拓跋熙，给予的赏赐很丰厚。二月戊申（413年3月30日），魏明元帝赐予拓跋熙以及诸王、公侯、将士布帛多少不等。拓跋熙后来征讨北魏西部的越勤，有战功。泰常六年三月甲子（421年5月3日），拓跋熙去世，虚岁二十三。魏明元帝悲伤不已，赐给最高等级的丧葬器具温明祕器以及其他礼物。拓跋熙有七个儿子，长子拓跋他承袭爵位。

## 家庭

### 兄弟姐妹
- 魏明元帝拓跋嗣
- 拓跋绍，北魏征南大将军、清河王
- 拓跋曜，北魏河南王
- 拓跋脩，北魏河间王
- 拓跋处文，北魏长乐王
- 拓跋连，北魏广平王
- 拓跋黎，北魏京兆王
- 拓跋浑
- 拓跋聪
- 华阴公主，嫁闾大肥

### 儿子
- 拓跋他，北魏司徒、淮南靖王
- 拓跋浑，过继给广平王拓跋连，北魏凉州镇将、都督西戎诸军事、领护西域校尉、南平康王
- 拓跋比陵，北魏安远将军、怀荒镇大将、牂牁公

## 延伸阅读
[在维基数据编辑]
 《魏書/卷16》，出自魏收《魏书》
 《北史·卷016》，出自李延壽《北史》